# Ottfjället
Ottfjället är ett jämtländskt fjäll strax norr om Vålådalen i Åre kommun. Den högsta toppen (Östertoppen) är 1 265 m ö.h.
På fjällets norra sida ligger Ottsjön och byn Ottsjö. Fjället ligger inom Vålådalens naturreservat